# 波洛尼切韋
51°0′20″N 27°55′27″E / 51.00556°N 27.92417°E
波洛尼切韋（烏克蘭語：Полоничеве），是烏克蘭北部的村莊，隸屬日托米爾州的茲維亞赫爾區。該村面積0.98平方公里，海拔高度206米，2001年人口112，人口密度每平方公里114.29人。